# Wabi-sabi
Wabi-sabi (侘寂?) står för en allsidig japansk världsåskådning eller estetik kring att godta det övergående. Estetiken beskrivs ibland som en skönhet som är "bristfällig, tillfällig och ofullständig". Det är ett begrepp som härrör från det buddhistiska förfäktandet av tillvarons tre kännetecken (三法印 sanbōin?):
- icke-permanens anicca

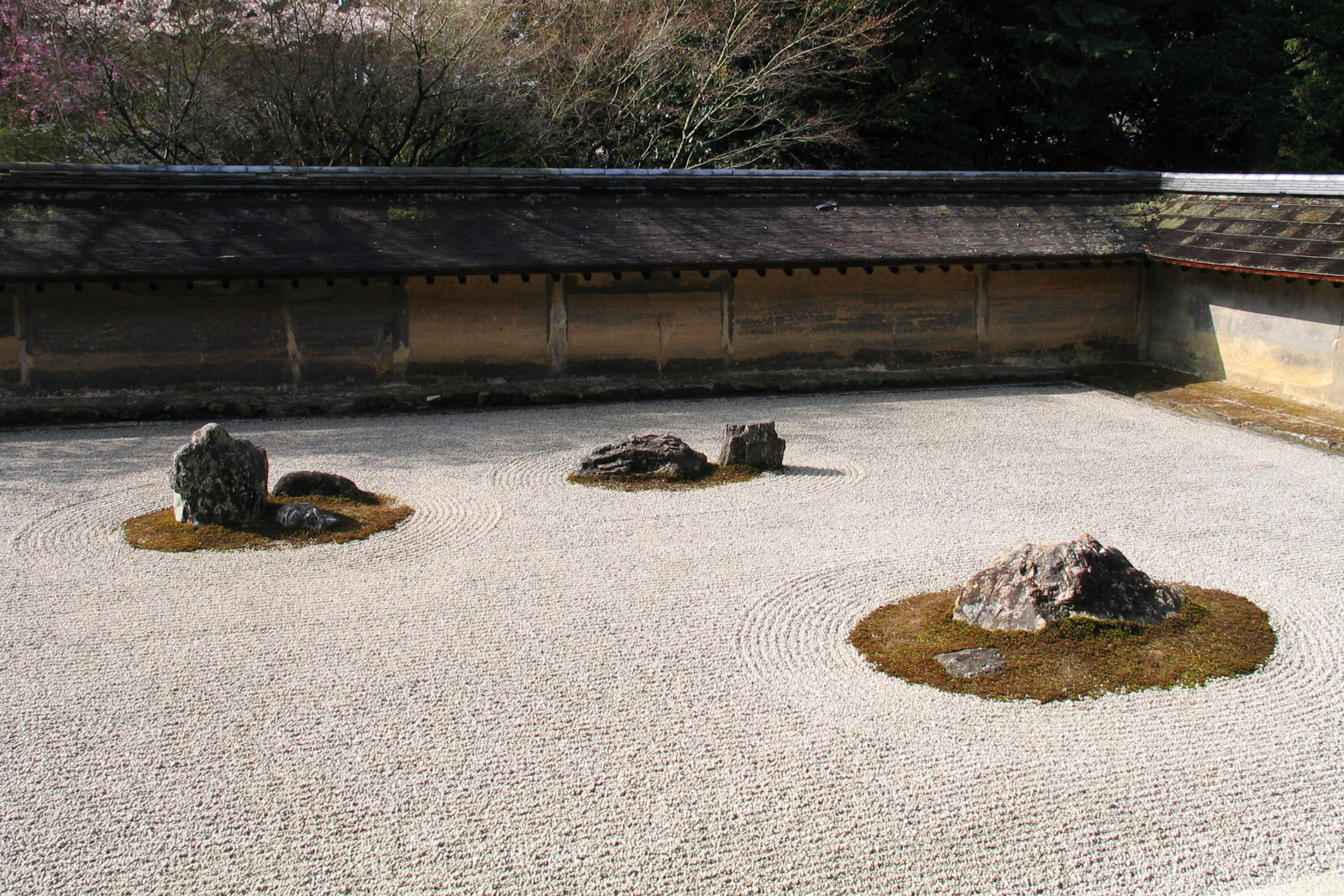
Zenträdgården Ryōan ji, uppförd under den tidiga Ashikaga-perioden.

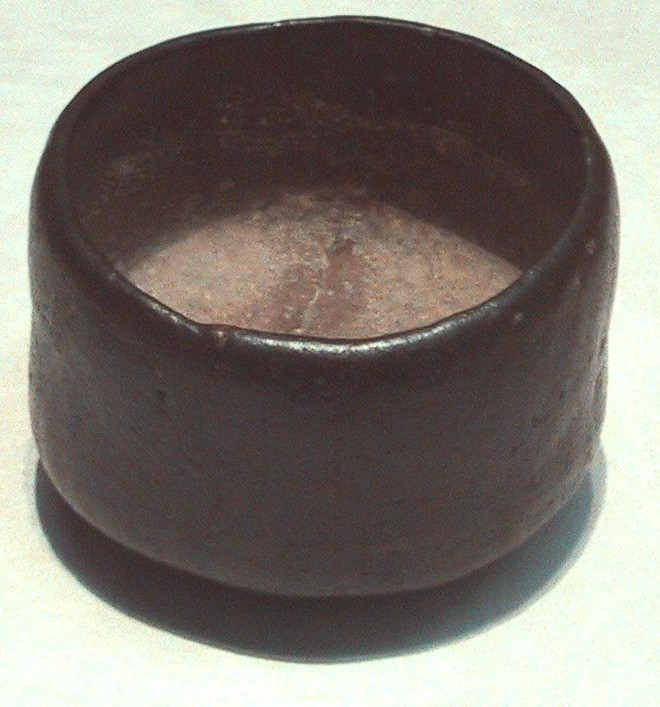
En wabi-sabi-teskål från Azuchi-Momoyama-perioden, 1500-tal.

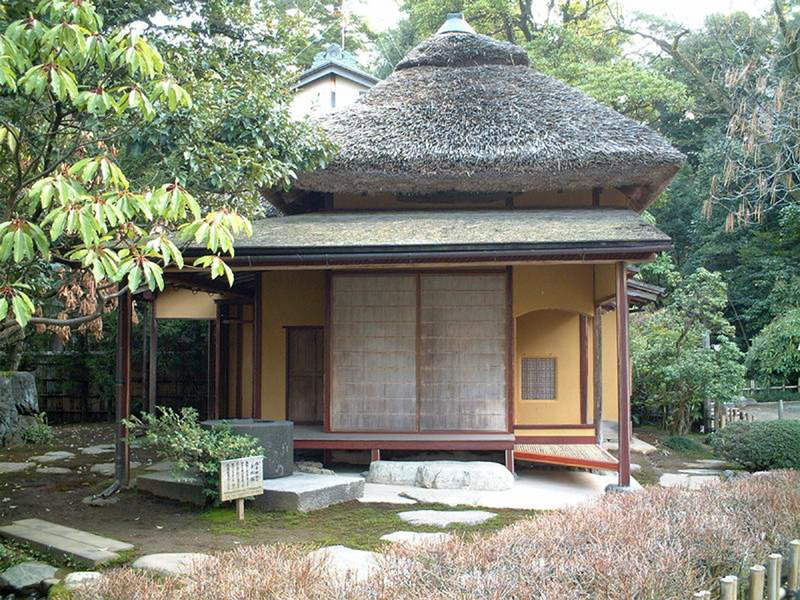
Ett japanskt tehus som avspeglar wabi-sabi-estetiken i Kenroku-en-parken.

- lidande eller otillfredsställelse dukkha
- icke-själv anattā

och då specifikt anicca 無常 (mujō?), det obeständiga. 
Utmärkande för wabi-sabi-estetiken är asymmetri, skrovlighet (asperitet), enkelhet, ekonomi, stramhet, anspråkslöshet, intimitet och uppskattning av naturliga föremåls och processers oförställda integritet.
Beskrivning"Wabi-sabi är den mest iögonenfallande och karaktäristiska egenskapen hos traditionell japansk skönhet. Den intar ungefär samma position i det japanska pantheon av estetiska värden, som de grekiska skönhetsidealen och perfektion gör i västvärlden."

## Anknytande företeelser
- Bonsai
- Chōzubachi
- Clinamen
- Haiku
- Ikebana
- Iki
- Mono no aware
- Shakuhachimusik
- Shibumi
- Suikinkutsu
- Japansk teceremoni